# Daventry
Daventry é uma cidade do distrito de Daventry, no Condado de Northamptonshire, na Inglaterra. Sua população é de 24.573 habitantes (2015) (81.316, distrito). Daventry foi registrada no Domesday Book de 1086 como Daventrei.